# 空飛ぶ新玉ネギ
空飛ぶ新玉ネギ（そらとぶしんたまネギ）とは、宮崎県のJA延岡の玉ネギのブランド作物。出荷された玉葱の一部が航空機（航空便）で消費地（大都市）に運ばれることから、この名がついた。“空飛ぶ新玉ネギ”の品種は真冬でも成長が早いトップゴールドが用いられていたが、現在では品種選抜を行い食味の優れた品種を指定し栽培を行っている。日本国内でも有数の早さの1月中に出荷が始まる。

## 「空飛ぶ新玉ネギ」とは
“空飛ぶ新玉ネギ”は宮崎県延岡市で生産されるが、延岡市は冬場でも日照時間が長いため、これを利用して他地域よりも約1か月早く1月下旬に出荷される極早生種の玉ねぎが生産され、初物を関西や東京などの消費地へ航空便で送ることから「空飛ぶ新玉ネギ」と名付け、そのブランド名で宮崎県の認定を受けた。
“空飛ぶ新玉ネギ”とは、極早生（ごくわせ）の品種「トップゴールド」を指していたが、現在は品種選抜を行い特定の品種で、葉付き（葉付き玉ネギ）のまま出荷するものを呼び、JA延岡からの出荷品であり、A品のM玉以上とされる。
用途
“空飛ぶ新玉ネギ”は貯蔵用ではなく、水分の多い生食用である。
サラダなどの用途に用いられ、生のままでも甘くて柔らかいのが特徴で、JA延岡は、水にさらさなくても刺激臭が少ないとし、また、「辛みが少なくて食べやすい」と紹介する。また、“空飛ぶ新玉ネギ”は葉付き玉ネギであるため、その葉や茎はネギ（長ネギ）と同じように鍋物やすき焼き、或いは湯がいても利用できる。
保存
“空飛ぶ新玉ネギ”は貯蔵用の玉ネギよりも長期保存はできないが、新聞紙などにくるめば冷蔵庫の野菜室で比較的長く保管することができる。

## 栽培
“空飛ぶ新玉ネギ”の栽培は、土作りから行う。太陽の光を熱にして、土壌の消毒を行う「太陽熱土壌消毒」という方法（太陽熱消毒法）を用いる。JA宮崎経済連によると、真夏の日差しを利用して、畑の畝（うね）に太陽の熱を集めるようにビニールを被せて、2か月間ほど放置し、ビニールの下の土壌を 70度ほどの高温の状態にし続けて病害虫発生の原因要素を駆除する方法である。
稲の収穫が終わった頃の水田などに、9月初めごろに播種（種まき）し、苗が25センチメートルぐらいまでに育った10月中旬ごろに畑（稲の生産が終わった水田など）に植え替え（定植）する。
堆肥は、有機肥料で、豚・牛・鶏などの糞、魚の内臓や骨、及び残飯から生産した「有機ヘルパー万能」を用いる。
露地栽培であるため、日照不足や雨が多いと出来が悪くなったり、葉が太る時期に、気温が急に下がる“寒”（かん）に会わないと肥りがにぶいという。
また、ある生産農家は、農薬をほとんど使わない。除草剤を用いず、手作業で雑草を除草するという。
出荷
出荷は1月下旬から3月中旬までである。
“空飛ぶ新玉ネギ”（葉付き玉ネギ）は葉先まで30センチに切りそろえるなど厳格な規格があり、4割ほどがブランド商品にならない。
なお、産地では、全国有数の残留農薬検査体制が整えられている。

## 歴史
“空飛ぶ新玉ネギ”は1996年に幾つかの農家が試験栽培を行ったことに始まる。1998年から全国販売し、1999年にJA延岡が「日本一の超早出しタマネギ」と商標登録した。1998年より太陽熱の土壌消毒に取組み、2001年産より宮崎県より商品ブランド産地に認定。安全・安心で信頼される産地作りが評価され、2003年産よりJA宮崎経済連特別栽培農産物を取得し、2004年より減農薬減化学肥料栽培に取り組む。これらの成果が認められ、2007年には農林水産大臣賞、県知事賞、経済連会長賞の3つの賞を獲得した。
2008年4月22日には“空飛ぶ新玉ネギ”の種を供給していた農業資材商社・久保田種苗園の事業が悪化し破産し、場合によっては、“空飛ぶ新玉ネギ”の今年の生産が危ぶまれたが、翌日、“空飛ぶ新玉ネギ”を加工する食品加工会社がプレスリリースで、（種の供給は行われるので）今年の作付けに影響はないとJA延岡の担当者が述べたと公表した。
2014年現在の市場では、大きいものが1玉300円ほどで競り落とされた。例年、良品が300-400円となるが、過去には2011年や2013年に初物の良品が一個600円の最高値を記録するご祝儀相場ということもあった。
派生した商品
“空飛ぶ新玉ネギ”は、品質確保のため、出荷規格に厳正さが求められており、青果物として流通できない商品が、全体の約4割にのぼる。このため、2006年ごろから蒟蒻に混ぜて、「空飛ぶ新玉ネギこんにゃく」を業者が生産するなど無駄にならない工夫が行われる。
2007年ごろから、“空飛ぶ新玉ネギ”を用いた「空飛ぶ玉ネギドレッシング」が食品加工会社から販売された。ほか、野菜ジュースに加工された。
コンビニエンスストアのセブン-イレブンが2008年春から“空飛ぶ新玉ネギ”を用いた「宮崎育ちの空飛ぶ新玉ネギのサラダ」のパック詰め商品などを九州の一部で販売した。